# Jati Makmur
Jati Makmur is een bestuurslaag in het regentschap Binjai van de provincie Noord-Sumatra, Indonesië. Jati Makmur telt 7995 inwoners (volkstelling 2010).